# Montegallo
Montegallo ist eine italienische Gemeinde (comune) mit 399 Einwohnern (Stand 31. Dezember 2023) in der Provinz Ascoli Piceno in den Marken. Die Gemeinde liegt etwa 20,5 Kilometer westlich von Ascoli Piceno im Nationalpark Monti Sibillini am Fuß des Monte Vettore und gehört zur Comunità montana del Tronto. Der Verwaltungssitz der Gemeinde befindet sich im Ortsteil Balzo.

## Geschichte
Die Gemeinde hatte im ersten Drittel des 20. Jahrhunderts noch mehr als 3000 Einwohner, von denen viele im Laufe der Zeit insbesondere nach Deutschland, in die Schweiz und nach Brasilien emigrierten.

## Persönlichkeiten
- Emidio Taliani (1838–1907), päpstlicher Diplomat, Kardinal